# Apple A12Z
Apple A12Z Bionic是蘋果公司設計的64位元系統單晶片，搭載於2020年3月18日發布的第二代11寸iPad Pro和第四代12.9寸iPad Pro之上。蘋果公司聲稱其擁有比大部份筆記型電腦更強的性能。該晶片共有8核GPU，相较前代A12X多了一核，使其在4K影片剪辑、渲染，和擴增實境领域有更好的表现。同时，芯片还具有改进的散热架构，可以用更高的時脈运行。在2020款iPad Pro上，A12Z统一搭配了6GB的LPDDR4X記憶體。
根据TechInsights的说法，A12Z和A12X几乎相同，只是启用了在A12X上關掉的一颗GPU核心。
2020年6月22日，於蘋果開發者大會WWDC2020公佈的Developer Transition Kit (2020) (DTK)，目的是供開發人員測試Apple SoC與macOS 11相容性，以便於應用程式從x64平台轉移到ARM平台的Apple Silicon，該機器使用Mac mini搭配Apple A12Z Bionic SoC。

## 使用A12Z的产品
- 11" iPad Pro （第二代）
- 12.9" iPad Pro（第四代）
- Developer Transition Kit